# زیردریایی یو-۹۲ (۱۹۴۲)
زیردریایی یو-۹۲ (۱۹۴۲) (به انگلیسی: German submarine U-92 (1942)) یک زیردریایی بود که طول آن ۶۷٫۱ متر (۲۲۰ فوت ۲ اینچ) بود. این زیردریایی در سال ۱۹۴۲ ساخته شد.